# Le Phare (Antarktika)
Le Phare (französisch für Der Leuchtturm) ist ein 29 m hoher Hügel an der Küste des ostantarktischen Adélielands. Er ragt 4 km westlich des Kap Découverte als Erhebung des Kap Mousse auf.
Französische Wissenschaftler benannten ihn 1950.